# Matea Jelić
Matea Jelić, née le 23 décembre 1997 à Knin, est une taekwondoïste croate. Elle est sacrée championne olympique en moins de 67 kg lors des Jeux olympiques d'été de 2020.

## Carrière
Matea Jelić  évolue dans la catégorie des moins de 67 kg. Elle est médaillée de bronze aux Championnats d'Europe 2016 à Montreux, médaillée d'or aux Jeux méditerranéens de 2018 de Tarragone ainsi que médaillée de bronze aux Championnats d'Europe extra 2019 à Bari et médaillée d'argent aux Championnats d'Europe pour catégories olympiques 2020 à Sarajevo. Elle est ensuite sacrée championne d'Europe en 2021 à Sofia puis championne olympique aux Jeux de Tokyo.
Aux Jeux méditerranéens de 2022 à Oran, elle remporte la médaille d'or dans la catégorie des moins de 67 kg.
Elle est médaillée de bronze dans la catégorie des moins de 73 kg aux Championnats du monde de taekwondo 2023 à Bakou.